# قحولة
القحولة ظاهرة مناخية تتميز بتساقطات ضعيفة. في المناخات القاحلة أو الجافة، معدل التساقطات أقل من معدل المياه المتبخرة على السطح. وحيث أن القحولة مميزة مكانية، يمكن أن تكون منطقة ما مصنفة كقاحلة وقد لا تكون كذلك في فترة أخرى. وهي تحتل 30٪ من الأراضي القارية في الأرض، موزعة على خطوط عرض مختلفة. هناك مناطق قاحلة محلية سببها حجيرات هادلي، ومناطق قاحلة لامحلية بسبب عوامل متنوعة. التقحل أو التصحر هو تغير المناخ المتدرج أو السريع المؤدي إلى حالة من القحولة.

## مفهوم
مع تعدد التصنيفات نجد بالمجمل 3 درجات أو مناخات تشترك فيما بينها بالقحولة:
- جد قاحلة (10 إلى 15مم كمعدل سنوي)؛
- قاحلة (50 إلى 150مم في المناطق المدارية، مقسمة على شكل زخات موسمية)؛
- شبه قاحلة (بشكل موسمي، تصل مجمل التساقطات السنوية إلى 500مم).

يعنى بالقحولة عامة كل ما يتميز بالجفاف، الذي يقتل النباتات.

## التوزيع
توجد الصحاري المحلية على طول المدارين:
- على مستوى مدار السرطان: صحاري موهافي (الأمريكية والمكسيكية)، الصحراء الكبرى، الصحراء العربية، الصحاري الإيرانية، صحراء طهار. يعني اسم أريزونا المنطقة القاحلة (Ari تعني قاحل، zona تعني منطقة أو نطاق)
- على مستوى مدار الجدي: صحراء أتكامة، صحراء كلهاري، الصحاري الأسترالية.

تأتي الصحاري الغير محلية من عدة مصادر:
- صحراء الظل المطري: الحوض العظيم الأمريكي، جبال الأرجنتين
- داخل القارات: صحاري آسيا الوسطى
- التيارات الباردة على الواجهة الغربية للقارات: الصحراء التشيلية البيروفية، باها كاليفورنيا، صحراء ناميب، وادي الذهب.

تعتبر صفيحة القارة القطبية الجنوبية الجليدية مثلها مثل بعض مناطق القطب الشمالي قليلة التساقطات وهي تقنيا ضمن أكثر المناطق قحولة في العالم.

## قرينة القحولة
كان حساب قرينة القحولة كما هو الحال لتصنيف المناخات موضوع بحث في علم المناخ. هناك تعدد كبير في طرق حساب قرينة القحولة، بعضها مبني على أسس مناخية، وبعضها الآخر على أسس بيوجغرافية. بين كل هذه المؤشرات نجد مؤشر إمانويل دي مارتون (1926 إلى 1941)، وتشارلز وارين ثورنتوايت (1948) ومؤشر هنري مارسيل غوسان (1953 إلى 1957).

### معيار غوسان
حسب غوسان، يمكن القول بوجود شهر قاحل إذا كان : {\displaystyle P<{2\times T}} بحيث:
- P : مجاميع الهطول بالميليمتر خلال شهر واحد،
- T : متوسط درجة الحرارة بـ °م خلال الشهر نفسه. هذا المؤشر مفيد جدا خلال إنشاء الكليموغراف.

### معيار مارتون
يرمز لقرينة مارتون التي تحدد درجة قحولة منطقة ما بـI. ولحسابه نستعمل العلاقة الرياضية التالية: {\displaystyle I={\frac {P}{T+10}}} حيث P تعني مجمل التساقطات السنوية و T تعني معدل الحرارة السنوي، ولغرض حساب هذا المؤشر لمدة شهر واحد فقط، نستعمل المعادلة: {\displaystyle I={\frac {12p}{t+10}}} حيث تعني p معدل التساقطات الشهري و t معدل الحرارة الشهري.
| إذا كان {\displaystyle I=0}  | |
| مناطق جد قاحلة صحاري مطلقة   | (أتاكاما (تشيلي) رق تانرزوفت (الجزائر، الصحراء الكبرى) وادي الموت)                                       |
| إذا كان {\displaystyle I=5}  | |
| مناطق قاحلة مناطق صحراوية    | الصحراء الكبرى صحاري أريزونا وسونورا صحراء كوير، (إيران) صحراء طهار (الهند) صحراء تابيرناس (قرب ألميريا) |
| إذا كان {\displaystyle I=10} | |
| مناطق شبه قاحلة              | الساحل صحراء كالاهاري غران تشاكو (الأرجنتين) نورديستي (البرازيل)                                         |
| إذا كان {\displaystyle I=20} | |
| مناطق شبه رطبة               | |
| إذا كان {\displaystyle I=30} | |
| مناطق رطبة                   | |
| إذا كان {\displaystyle I=55} | |